# Flumen
El Flumen és un riu de l'Aragó, afluent de l'Alcanadre. Neix a la comarca de la Foia d'Osca, a la Serra de Bonés, a uns 1.500 m d'altitud, i desemboca a l'Alcanadre prop d'Albalatillo després d'un recorregut d'entre 107 i 120,40 km segons les fonts. El seu principal afluent és l'Isuela.